# Intellectio
Intellectio (latin, förståelse) är ett begrepp inom retoriken som betecknar den del av den retoriska processen där retorn analyserar talsituationen för att bättre förstå förutsättningarna. Intellectio är det inledande steget i retorikens parteslära.

## Parteslärans senaste tillskott
Partes (partesläran, partesmodellen, rhétorices pártes) är en praktisk arbetsgång att använda sig av för att skapa en text eller ett tal. Den klassiska partesläran utgörs av fem delar: inventio, dispositio, elocutio, memoria och actio. I modern tid har två tillägg gjorts – den inledande intellectio samt en avslutande del. Även under antiken reflekterade man över det som hör intellectio till, men då som en del av inventiosteget. Intellectio har introducerats som ett eget steg av Lennart Hellspong, professor i retorik, för att ytterligare tydliggöra vikten av att i förberedelsen av en text eller ett tal analysera talsituationen och klargöra syftet med yttrandet. 

## Att förstå
Intellectio handlar om att förstå talsituationen och att klargöra talets syfte för att kunna finna det som är bäst ägnat att övertyga. I retoriska termer talar man om kairos (den givna situationens kritiska tidpunkt), decorum/aptum (vad som ter sig socialt passande i en situation) och doxa (publikens föreställning). I förenklade termer kan man tala om analys av syfte, mottagare och kontext. Innan detta görs bör man dock försäkra sig om att en retorisk situation föreligger.

### Syfte
För att kunna påverka är det viktigt att ha klart för sig vad syftet är och vad det är som ska uppnås. ”Att informera” är inte något syfte, utan syftet ska definieras tydligt. Exempel på syfte är avsikten att framkalla vissa känslor, att ändra en specifik åsikt eller att få mottagaren att utföra en särskild handling. 

### Mottagare
Det är retorn som försöker övertyga, men det är mottagaren som måste övertygas. För att lyckas övertyga är det en förutsättning att hänsyn tas till den tänkta publiken. Kunskapsnivå, mognad, förväntningar, behov och känslotillstånd är alla element som bör beaktas. ”Bara genom att utgå från dina lyssnares perspektiv kan du öppna deras blickar för ditt."
Vad gäller mottagare är det inte givet att det handlar om en enhetlig sådan, utan det kan finns ett flertal skilda publiker att ta hänsyn till. 

### Kontext
Till kontext hör tid och plats för där talet hålls eller där texten presenteras. 

## Att analysera
För att förstå den situation du har framför dig kan du ställa följande frågor. 
- Finns en retorisk situation?
- Vad vill du uppnå med talet?
- Vem är talets mottagare?
- Vilka effekter ska talet ha på mottagarna?
- Vilken typ av tal är det som ska hållas?
- Hur kan hänsyn till de konkreta förutsättningarna (syfte, mottagare och kontext) tas?